# Stahlhofen am Wiesensee
Stahlhofen am Wiesensee là một đô thị trong huyện Westerwald bang Rheinland-Pfalz thuộc nước Đức. Đô thị Stahlhofen am Wiesensee có diện tích 2,42 km², dân số là 348 người (31/12/2006). Stahlhofen am Wiesensee có cự ly 3 km về phía đông bắc Westerburg, bên một bờ sông gần bờ tây của Wiesensee. Stahlhofen am Wiesensee giáp ranh với Pottum, Hergenroth, Winnen và Halbs.